# Secessie
 (janvier 2024).
Si vous disposez d'ouvrages ou d'articles de référence ou si vous connaissez des sites web de qualité traitant du thème abordé ici, merci de compléter l'article en donnant les références utiles à sa vérifiabilité et en les liant à la section « Notes et références ».
Secessie (en français Sécession) est une ancienne revue trimestrielle belge favorable au séparatisme et à la démocratie directe. Elle a été publiée par l'Institut Mia Brans d’octobre 2000 à septembre 2005.
La revue avait comme rédacteur en chef Paul Belien, qui collaborait avec sa femme, la politicienne Alexandra Colen, qui en était l’éditeur responsable.
Secessie avait comme thème le séparatisme et la démocratie directe mais, étant donné la situation politique en Belgique, souvent dans un contexte belge. La revue se voulait le fer de lance intellectuel du mouvement flamand et pouvait, en effet, compter sur la participation de nombreuses personnalités de ce mouvement, telles que Matthias Storme, Boudewijn Bouckaert, André Monteyne, Manu Ruys, Brigitte Grouwels, Marc Platel, Eric Ponette, Frieda Brepoels, Herman Suykerbuyk, Bernard Daelemans, Eric Suy, etc.  D'autres personnalités, telles que Jos Verhulst, Koenraad Elst, Juul Hannes, Steven Yates, Roger Scruton et Gerard Bodifée, ont contribué par des articles.
C’est grâce à sa position indépendante, que la revue - liée à aucun parti politique, bien que la condamnation du Vlaams Blok y fut discutée en détail – a pu convaincre plusieurs personnalités du mouvement flamand d'y contribuer.  Outre les sources d’inspiration susmentionnées, l’on peut encore citer le néolibéralisme, le fondamentalisme et une attitude positive envers les États-Unis d'Amérique.